# Jimmy Ross
James "Jimmy" Ross (Trinidad en Tobago, 10 april 1936 - België, 21 maart 2000), ook bekend als Mel Turner, was een zanger die bekendheid genoot over de hele wereld.
Jimmy Ross werd geboren onder de naam James Albert Abraham. Later veranderde hij zijn naam naar James Albert Ross (de achternaam van zijn moeder). In zijn tienerjaren ging hij bij de marine als kok werken. Zijn medemariniers waren ervan overtuigd dat hij kon zingen en lieten hem dat dan ook bewijzen. Niet lang daarna verliet hij de marine om te zingen in verschillende steden en landen. Enkele jaren later kreeg hij in België een baan als zanger in Bobbejaanland waar hij vanaf de jaren zeventig tot in de jaren 90 geregeld woonde. Hij nam rond 1970 de plaat A portrait of Mel Turner op met Bobbejaan Schoepen, waarop vooral de openingstrack They Killed the king opvalt, een ode aan Martin Luther King.
Ross woonde ook een tijd in Blankenberge waarover hij ook een lied schreef.
Zijn grootste doorbraak naar de top was met de hit First True Love Affair (1981), die in Engeland nummer 1 werd en zelf op de Amerikaanse Billboard verscheen.
Ross trouwde in 1993 met zijn vierde vrouw Nadia, met wie hij twee kinderen kreeg. Eind jaren negentig kreeg hij longemfyseem, waaraan hij uiteindelijk stierf op dinsdag 21 maart 2000.

## Singles
- Rock my soul (1964)
- Humpy Dumpy (1965)
- The hermit and the rosetree (1965)
- Rock my soul (+ The Jokers) (1965)
- Where is she? (+ The Pebbles) (1966)
- Tall dark stranger (1968)
- They killed the king (1968)
- Jungle Harlem (1970)
- Cinderella (1973)
- Rufus, my son (1975)
- Sweet Lorraine (1977)
- Fall Into A Trance (1981)
- First True Love Affair (1981)
- Chocolate Ice (1982)
- New York To Moscow (1984)
- Pussy Night
- Sad Sam (A Portrait Of Mel Turner)
- S.O.S. Of Love (First True Love Affaire )
- Love Will Never Die (A Portrait Of Mel Turner)
- Million Miles (A Portrait Of Mel Turner)
- Passenger (A Portrait Of Mel Turner)
- Sing'in The Rain (A Portrait Of Mel Turner)
- Stay With Me (A Portrait Of Mel Turner)
- People In The Village (A Portrait Of Mel Turner)
- Silver Castels In The Skies (A Portrait Of Mel Turner)
- Time And Time (A Portrait Of Mel Turner)
- Blankenberge In Winter (A Portrait Of Mel Turner)
- Nobody Cares For Me (A Portrait Of Mel Turner)
- My Life (A Portrait Of Mel Turner)

## Lp's
- A Portrait of Mel Turner (Inter-disc, 1970)